# Uceda
Uceda – gmina w Hiszpanii, w prowincji Guadalajara, w Kastylii-La Mancha, o powierzchni 47,25 km². W 2011 roku gmina liczyła 2642 mieszkańców.